# リフレイン形式
リフレイン形式（リフレインけいしき、英語・フランス語：refrain）は、主だった旋律の前にそれと同等かそれより長い前語りを持つ楽曲形式のことであるが、定まった呼び名ではない。ルフラン（フランス語）、リフレーンとも言う。
カンツォーネと呼ばれるイタリアの通俗的な歌曲やトスティの芸術歌曲、シャンソン、ジャズ、バラード、ハンガリーのチャールダーシュ（チャルダシュ、チャルダッシュともいう）、日本の歌謡曲などに非常に多く見られる。また、オペラなどのレチタティーヴォとアリア等の組み合わせも同様に考えることができるであろう。
前語り的な前半部分と主だった旋律の後半部分との呼び方は、楽曲のタイプや言語により、さまざまに呼ばれる。
|                  | 前半                   | 後半                     |
| ---------------- | ---------------------- | ------------------------ |
| オペラ等         | レシタティーヴォ       | アリア等                 |
| シャンソン       | クープレ               | ルフラン                 |
| 英語             | ヴァース               | コーラスまたはリフレイン |
| 讃美歌           | 節                     | 繰り返しまたは折り返し   |
| チャールダーシュ | ラッシュー、ラッシャン | フリッシュ、フリシュカ   |
| 日本語           | Aメロ（ないしBメロ）   | サビ                     |

「リフレイン」は、反復記号の意味に使われることがある。
「サビ」はブリッジ（二部形式のbの部分）の意味に使われることもある。
前半、後半を通して、何度か繰り返し演奏される。このとき、前半は繰り返しごとに違う歌詞となる（1番、2番....）。後半は毎回同じ歌詞となるのが本来のリフレインであるが、繰り返しごとに違う歌詞となる曲も多い。
詩にも用いられ、リフレインを特徴とする詩形には、ヴィラネル、ヴィルレー、セスティーナといったものがある。

## 典型的なリフレイン形式
日本の歌謡曲に多く見られるリフレイン形式は、次のようである。
Aメロ - Bメロ - サビ - 間奏 - Aメロ - Bメロ - サビ - サビ - 終結部
これを、反復記号を用いて書くと、次のようになる。
Aメロ　　Bメロ　　サビ　to 間奏　D. S.Coda終結部

## 類似の形式
ロマン派のイタリアオペラに見られるカヴァティーナ・カバレッタ形式は、リフレイン形式の曲を2曲前後に続けたものと考えることができる。